# Henri Derkinderen
Henri (Pierre) Derkinderen was een Belgisch worstelaar.

## Levensloop
Derkinderen was aangesloten bij WC Verenigde Krachtmeters te Antwerpen. Hij nam deel aan de Olympische Zomerspelen van 1920, alwaar hij in de kwartfinales bij de middengewichten in de 'vrije stijl' werd uitgeschakeld door de Fin Väinö Penttala.